# Inatividade Paranormal 2
A Haunted House 2 (prt/bra: Inatividade Paranormal 2)  é um filme estadunidense de 2014, do gênero comédia de terror, dirigido por Michael Tiddes e escrito por Marlon Wayans e Rick Alvarez. O filme é uma sequência do filme Inatividade Paranormal de 2013. Produzido pela Baby Way e distribuído pela Open Road Films e IM Global Octane, o filme foi lançado em 18 de abril de 2014. O filme recebeu críticas negativas, e arrecadou U$$ 24 milhões nas bilheterias.

## Elenco
- Marlon Wayans como Malcolm Johnson[5]
- Jaime Pressly como Megan[5]
- Essence Atkins como Kisha Davis[5]
- Dave Sheridan como Aghoul[5]
- Affion Crockett como Ray-Ray[5]
- Cedric the Entertainer como Padre Doug Williams[5]
- Gabriel Iglesias como Miguel José Jesús González Smith[5]
- Ashley Rickards como Becky[5]
- Missi Pyle como Noreen
- Hayes MacArthur como Ned
- Steele Stebbins como Wyatt
- Rick Overton como Professor Wilde